# Diệc hổ cổ trần
Diệc hổ cổ trần (danh pháp hai phần: Tigrisoma mexicanum) là một loài chim thuộc họ Diệc. Diệc hổ cổ trần là một loài chim lội nước, được tìm thấy từ Mexico tới miền tây bắc Colombia, với một lần trông thấy được ghi nhận tại Hoa Kỳ trong quận Hidalgo, Texas. Các cá thể trưởng thành dài tới 80 cm và nặng 1.200 gam.

## Môi trường sống và tập tính
Loài chim lớn này được tìm thấy trong nhiều môi trường sống thoáng đãng hơn các loài diệc khác trong chi Tigrisoma, chẳng hạn như sông, hồ. Chúng thường đứng bất động chờ đợi con mồi thích hợp như cá, ếch, cua đến trong tầm của cái mỏ dài.
Loài chim này sinh sản đơn độc, hiếm khi thấy sống thành đàn. Tổ của nó làm từ các que củi nhỏ với đáy hơi phẳng trên cây. Chim mái đẻ 2-3 quả trứng màu trắng nhuốm màu xanh lục.

## Miêu tả
Phần cổ trần trụi và có màu từ vàng ánh lục tới da cam. Các cá thể trưởng thành có chỏm lông đầu màu đen và hai bên đầu màu xám nhạt, hai bên cổ và phần lưng có các sọc hẹp màu nâu da bò ánh đen. Sọc giữa kéo dài từ phần trước của cổ có màu trắng với viền đen; phần bụng có màu nâu vàng xỉn. Các cá thể non có màu nâu da bò với vạch kẻ thô màu nâu, lốm đốm nhiều hơn và có hình giun trên hai cánh; phần cổ, giữa bụng có màu trắng.
Chúng bay nặng nề, và tiếng kêu khàn khàn giống như howk-howk-howk. Các con trống còn phát ra tiếng kêu hrrrowwr! oang oang, đặc biệt là vào lúc hoàng hôn. Khi phát ra tiếng kêu, mỏ mở rộng và các đường lượn sóng có thể thấy rõ dọc theo đường họng từ giữa ngực trở xuống.

## Thư viện ảnh

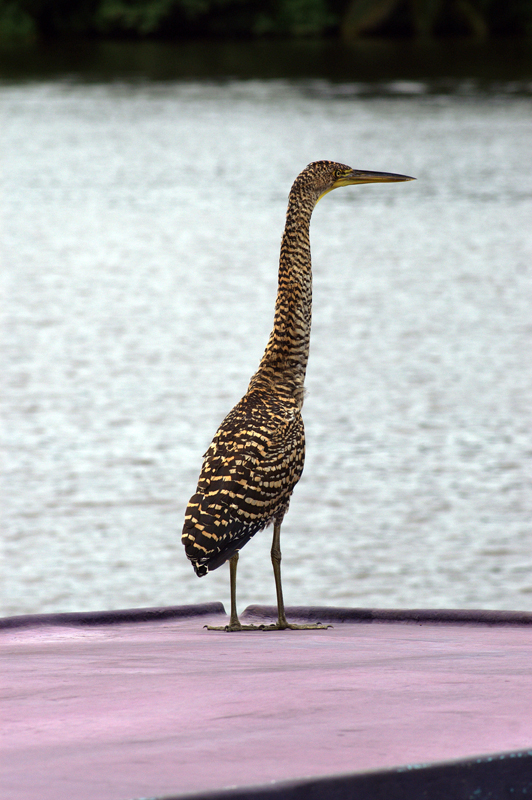
Diệc hổ cổ trần non
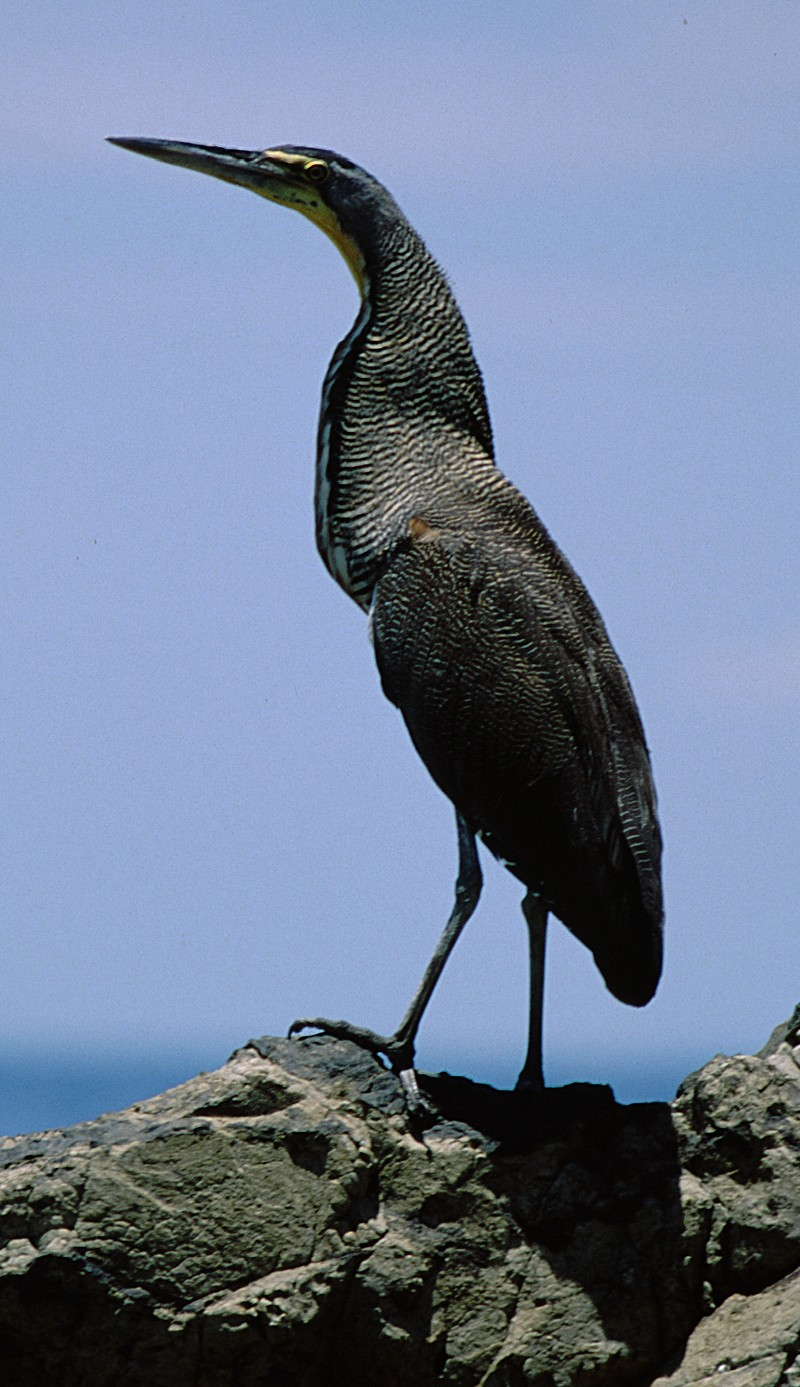
Diệc hổ cổ trần
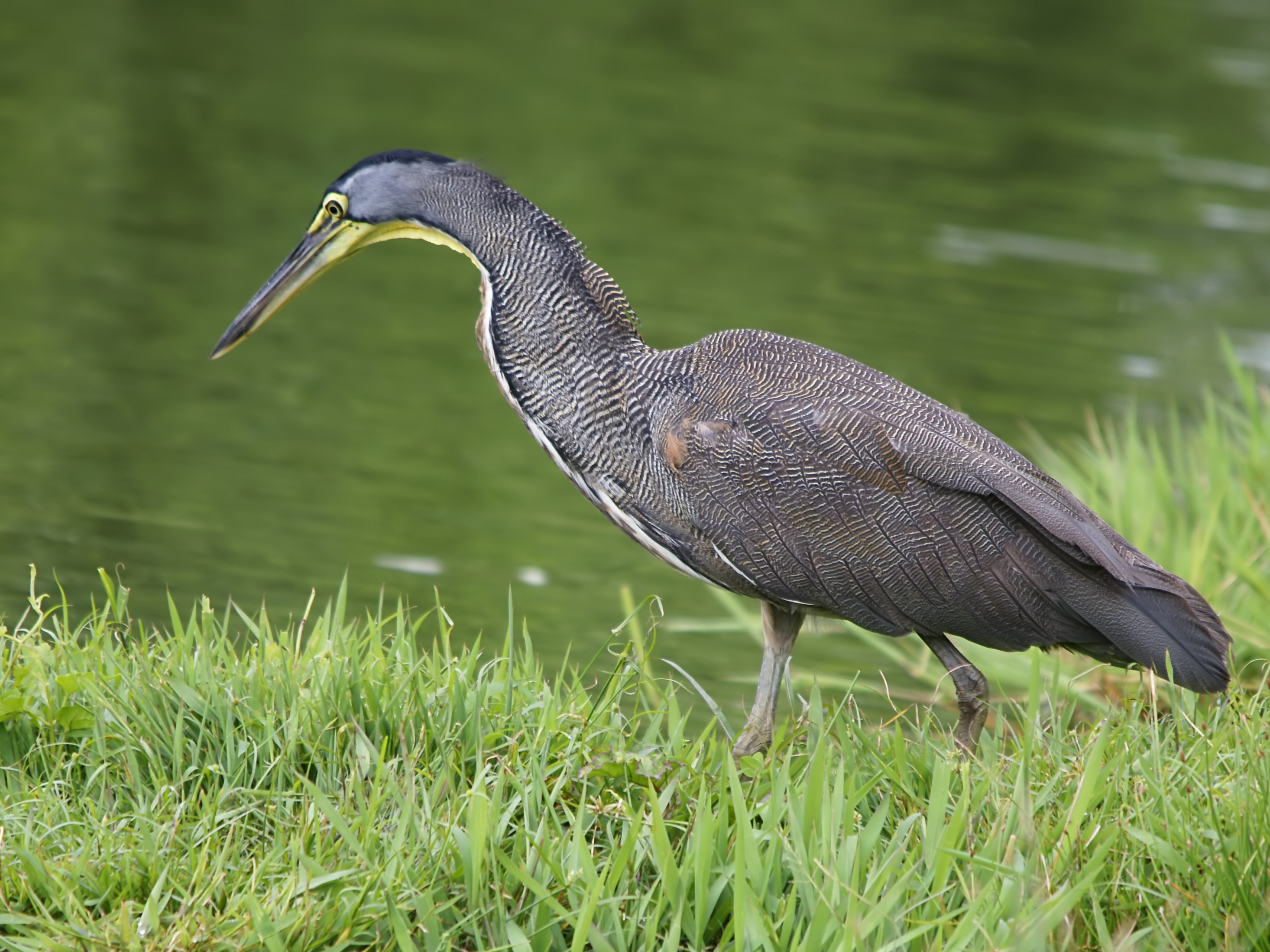
Diệc hổ cổ trần tại Rincon de la Vieja, Costa Rica
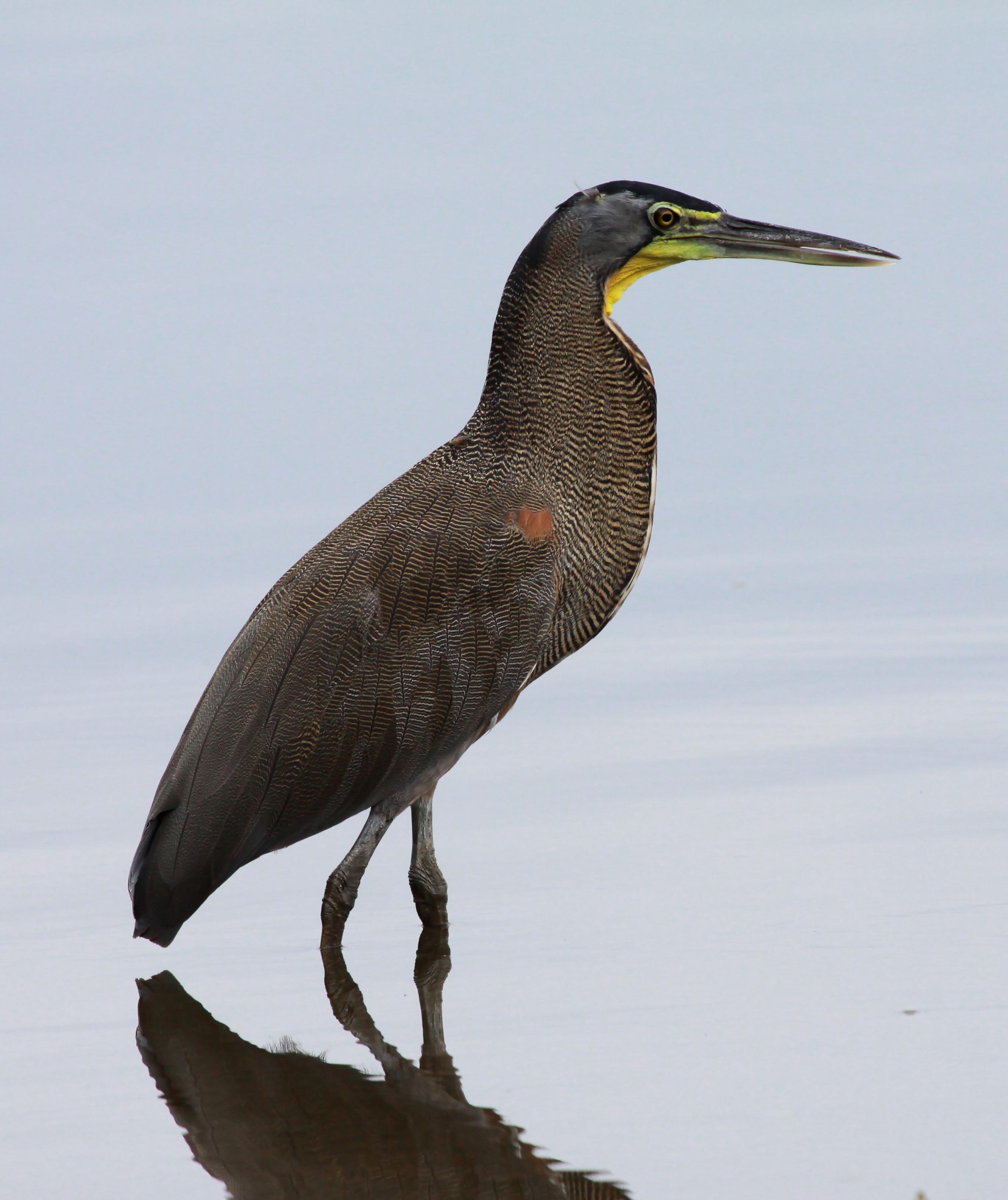
Diệc hổ cổ trần